# História Natural (Plínio)
História Natural (em latim: Naturalis historia) é uma enciclopédia ou compêndio do conhecimento humano escrito pelo naturalista romano Plínio, o Velho durante muitos anos e que, finalmente, foi publicada entre os anos 77 d.C. e 79 d.C. (considerada a enciclopédia mais antiga), que actualmente consiste em trinta e sete livros; o primeiro contém um prefácio característico e um índice.
A obra é dedicada ao imperador romano Tito, filho do amigo de Plínio, o imperador Vespasiano, no primeiro ano do reinado de Tito. É a única obra de Plínio que sobreviveu e a última que ele publicou, faltando uma revisão final no tempo de sua morte durante a erupção do Vesúvio em 79 d.C..
A "História Natural" tornou-se um modelo para as enciclopédias posteriores e obras acadêmicas, como resultado de sua abrangência de assuntos, suas referências aos autores originais e seu índice.

## Conteúdo
Os conteúdos são agrupados por volumes, no original chamados de liber (livro em latim):
- II, descrição matemática e física do mundo;
- III - VI, geografia e etnografia;
- VII, antropologia e fisiologia humana;
- VIII - XI, zoologia;
- XII - XXVII, botânica, incluindo agricultura, horticultura e farmacologia;
- XXVIII - XXXII, farmacologia zoológica (veterinária);
- XXXIII - XXXVII, mineralogia, especialmente com as suas aplicações na vida quotidiana e arte, como escultura (xxxiv, xxxvi), pintura (xxxv.15-941), entre outros. O volume XXXVI é a única fonte clássica que menciona a presença da escultura Laocoon e seus filhos em Roma.

## Exemplo
Segue, abaixo, um trecho-exemplo da História Natural em português:
LIVRO XII. A HISTÓRIA NATURAL DAS ÁRVORES - Capítulo 1 - O LUGAR DE HONRA OCUPADO PELAS ÁRVORES NO SISTEMA DA NATUREZA
Assim é, pois, a história, de acordo com as várias espécies e suas conformidades peculiares, de todos os animais dentro do compasso de nosso conhecimento. Nos resta agora falar das produções vegetais da terra, as quais estão igualmente distantes de estarem destituídas de um espírito vital (por que, de fato, nada pode viver sem elas), para que possamos proceder na descrição dos minerais extraídos dela, e dessa forma nenhum dos trabalhos da natureza podem ser ultrapassados em silêncio. Por muito tempo, de fato, ficaram estas últimas riquezas suas seladas dentro do solo, as árvores e as florestas sendo consideradas os mais valiosos benefícios conferidos pela Natureza à humanidade. Foi da floresta que o homem tirou o seu primeiro alimento, com as folhas das árvores foi sua caverna feita mais habitável, e com as suas cáscaras foi suprida a sua vestimenta; até mesmo neste vero dia, existem nações que vivem em circunstâncias similares a estas. Mais e mais ainda, portanto, precisamos ser atingidos por maravilhamento e admiração, que de um estado primitivo tal como este, nós estarmos agora cravando as montanhas pelos seus mármores, visitando os Seres a fim de obter nossas vestimentas, buscando a pérola nas profundezas do mar Vermelho, e a esmeralda nas entranhas da própria terra. Para o nosso adorno com essas pedras preciosas é que inventamos aquelas chagas que fazemos em nossas orelhas; pois, afinal, foi considerado insuficiente carregá-las em nossas mãos, em nossos pescoços, e em nossos cabelos, a menos que as inseríssemos também em nossa própria carne. Será somente apropriado, então, seguir a ordem das invenções humanas, e falar dessas árvores antes de tratar [p. 3102] de outros assuntos; desta forma poderemos nós fazer um traçado às suas verdadeiras origens e maneiras de uso até o dia presente.
Este texto está baseado no seguinte livro (que é uma tradução do latim ao inglês): Naturalis Historia. Pliny the Elder. John Bostock, M.D., F.R.S. H.T. Riley, Esq., B.A. Londres. Taylor and Francis, Red Lion Court, Fleet Street. 1855.